# Municipio de Manchester (Illinois)
El municipio de Manchester (en inglés: Manchester Township) es un municipio ubicado en el condado de Boone en el estado estadounidense de Illinois. En el año 2010 tenía una población de 895 habitantes y una densidad poblacional de 10,31 personas por km².

## Geografía
Según la Oficina del Censo de los Estados Unidos, el municipio tiene una superficie total de 86.84 km², de la cual 86,78 km² corresponden a tierra firme y (0,07 %) 0,06 km² es agua.

## Demografía
Según el censo de 2010, había 895 personas residiendo en el municipio de Manchester. La densidad de población era de 10,31 hab./km². De los 895 habitantes, el municipio de Manchester estaba compuesto por el 98,1 % blancos, el 0,22 % eran afroamericanos, el 0,22 % eran amerindios, el 0,11 % eran asiáticos, el 0,67 % eran de otras razas y el 0,67 % eran de una mezcla de razas. Del total de la población el 2,46 % eran hispanos o latinos de cualquier raza.